# The Pledge (álbum)
The Pledge é o nono álbum de estúdio da banda DeGarmo and Key, lançado em 1989.

## Faixas
1. "Boycott Hell"
2. "Aliens & Strangers"
3. "I'm Accepted"
4. "Hand In Hand"
5. "The Pledge"
6. "Life In The New Age"
7. "Let's Get Upset"
8. "Who Will"
9. "Right On Track"
10. "If God Is For Us (Who Can Be Against Us?)"